# ハン・ソンス
ハン・ソンス（韓国語: 한선수、1985年12月16日 - ）は、韓国の男子バレーボール選手である。

## 来歴
京畿道富川市出身。
2007年、2007-2008 Vリーグの新人ドラフトで仁川大韓航空ジャンボスに2位指名され、同チームに入団した。
2009年、韓国代表に選出され、アジア選手権に出場。チームの銅メダル獲得に貢献し、ベストセッター賞を受賞した。
2010年、2009-2010 Vリーグでベストセッター賞を受賞。2011年は、2010-2011 Vリーグで大韓航空を初優勝に導き、自身もベストセッター賞を受賞した。
2013年、軍役により、2シーズン大韓航空から離れ、その間はVリーグの試合出場が少なくなる。しかし、韓国代表としては、2014年にワールドリーグ、AVCカップ (en) 、世界選手権に出場した。AVCカップではチームを優勝に導き、自身もベストセッター賞を受賞した。
2015年、軍役が終了し、大韓航空に復帰した。
2017-2018 Vリーグでチームを2度目の優勝に導き、優勝決定戦MVPを受賞した。
2019-2020年、韓国代表として東京オリンピックの大陸間予選とアジア予選に出場したが、東京オリンピック出場は叶わなかった。
2021-2022 Vリーグ、2022-2023 Vリーグでチームは連覇を果たし、特に、2022-2023シーズンは、レギュラーラウンドと優勝決定戦の両方でMVPを受賞した。

## 球歴
- 韓国代表
  - 世界選手権 - 2014年
  - ワールドリーグ - 2009年、2010年、2011年、2012年、2013年、2014年、2016年
  - アジア選手権 - 2009年、2011年、2013年
  - AVCカップ - 2014年
  - アジア競技大会 - 2010年、2018年

## 所属チーム
- 仁川大韓航空ジャンボス（2007年-）

## 受賞歴
- 2009年 - アジア選手権 - ベストセッター賞
- 2010年 - 2009-2010 Vリーグ セッター賞
- 2011年 - 2010-2011 Vリーグ セッター賞
- 2014年 - AVCカップ - ベストセッター賞
- 2016年 - 2015-2016 Vリーグ ベスト7（セッター）
- 2018年 - 2017-2018 Vリーグ 優勝決定戦MVP
- 2019年 - 2018-2019 Vリーグ ベスト7（セッター）
- 2020年 - 2019-2020 Vリーグ ベスト7（セッター）
- 2023年 - 2022-2023 Vリーグ レギュラーラウンドMVP、優勝決定戦MVP